# 大腿襪

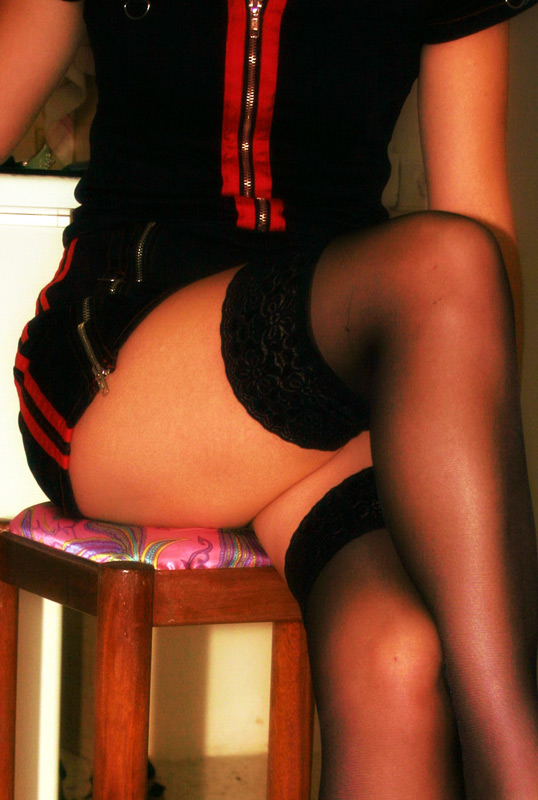
大腿襪

大腿襪是一種長度到大腿中部以上的襪子，在襪口通常会有鬆緊帶的設計；大部分是以絲襪材質製成，也有做成網襪的大腿襪。為了增加美感，頂端常會有蕾絲花紋的設計，強調女性穿著時的性感。因為大腿襪不像褲襪包覆女性的臀部，可以保持通風，對女性陰部衛生較佳，且不需要吊襪帶而更為方便；不過有時會有鬆緊帶失去彈性而讓襪子滑落的情況。這種大腿襪在英美通常被稱為「hold-ups」或「stay-ups」，有时也简称为「thigh-high stockings」或者「thigh highs」。若是襪口沒有鬆緊帶設計、必須使用吊襪帶固定的大腿襪通常稱為「Stocking」。
受到流行的影響，大腿襪在近年來相當受到歡迎，許多女生會穿上迷你裙或熱褲，故意露出大腿襪頂端的蕾絲，流露出性感的氣息，在青少年聚集的商圈或夜店相當常見。
若長度剛好蓋過膝蓋，或只在膝蓋上方一些，通常稱為膝上襪，也是許多青少女流行服飾或制服的一部分。
在某些服裝儀容規定要穿褲襪的學校，女學生會以大腿襪來規避校方的規定。

## 圖片

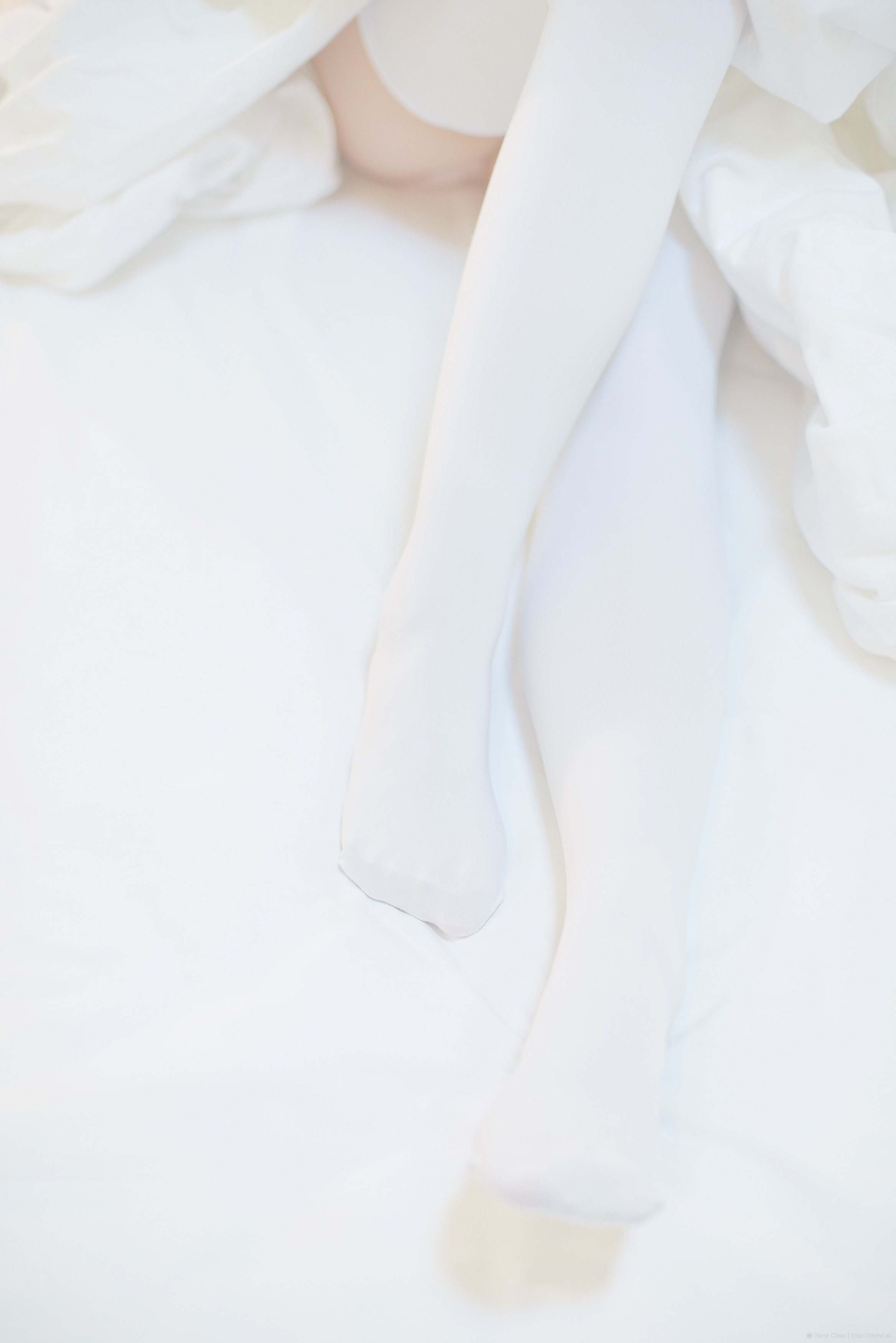
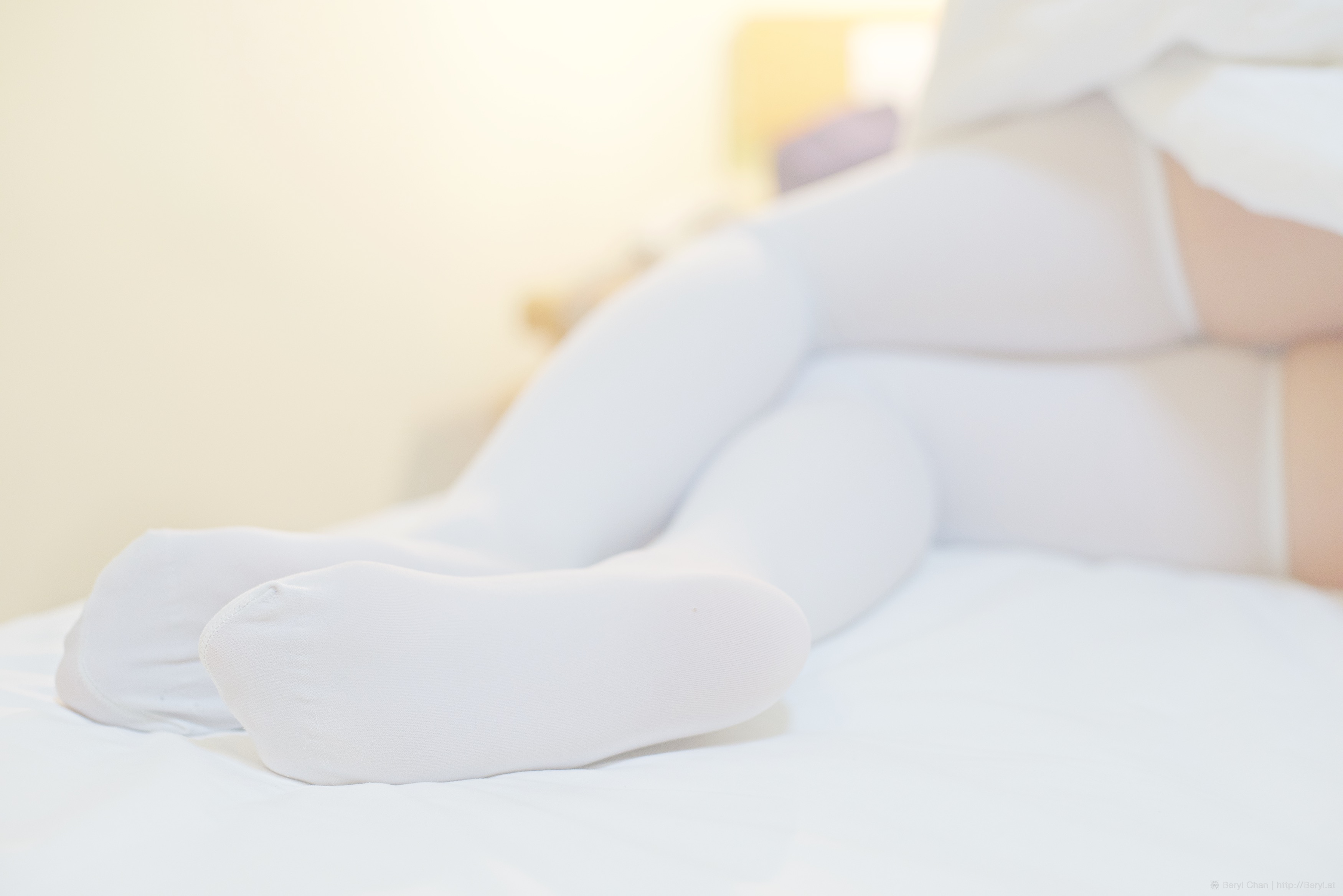
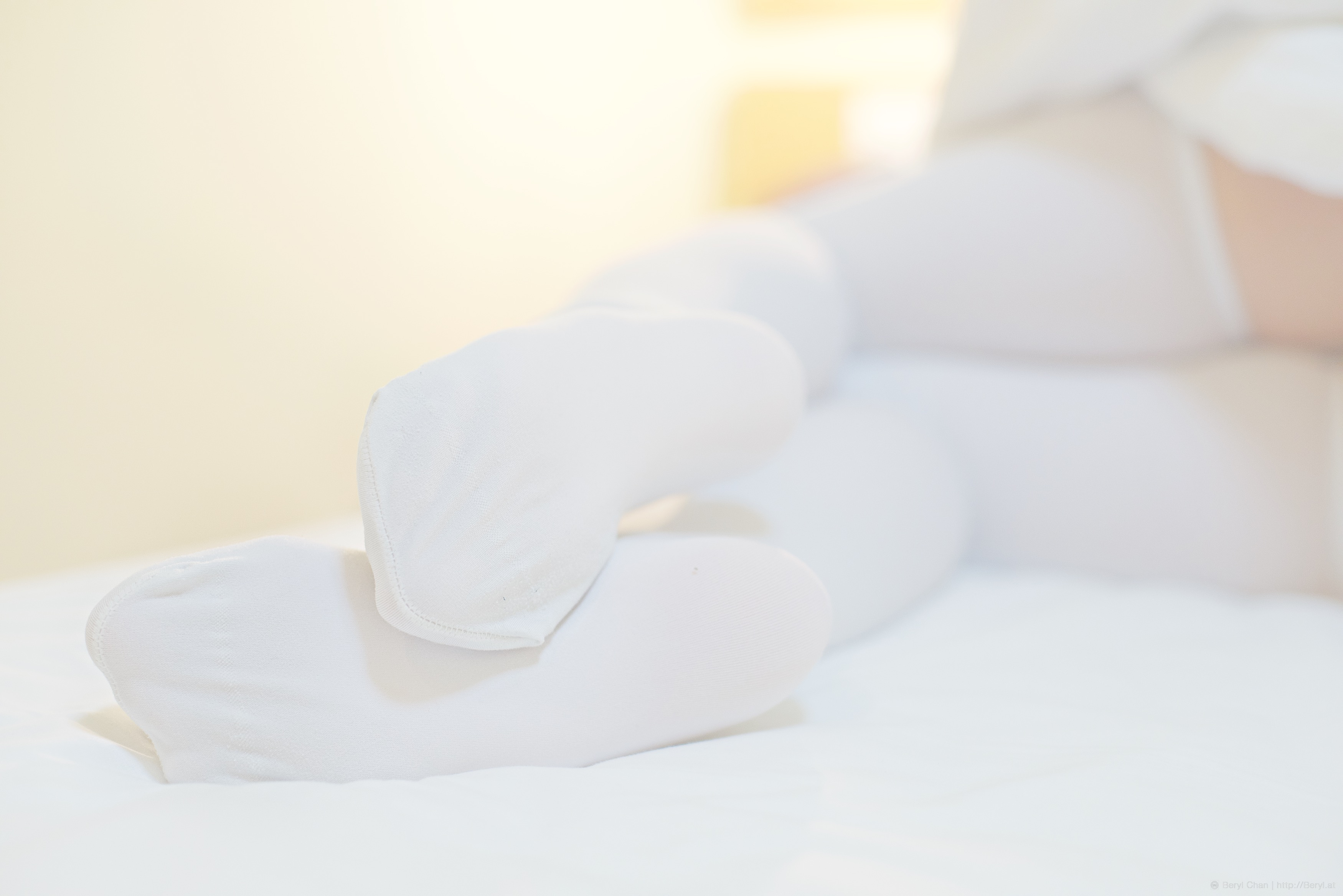
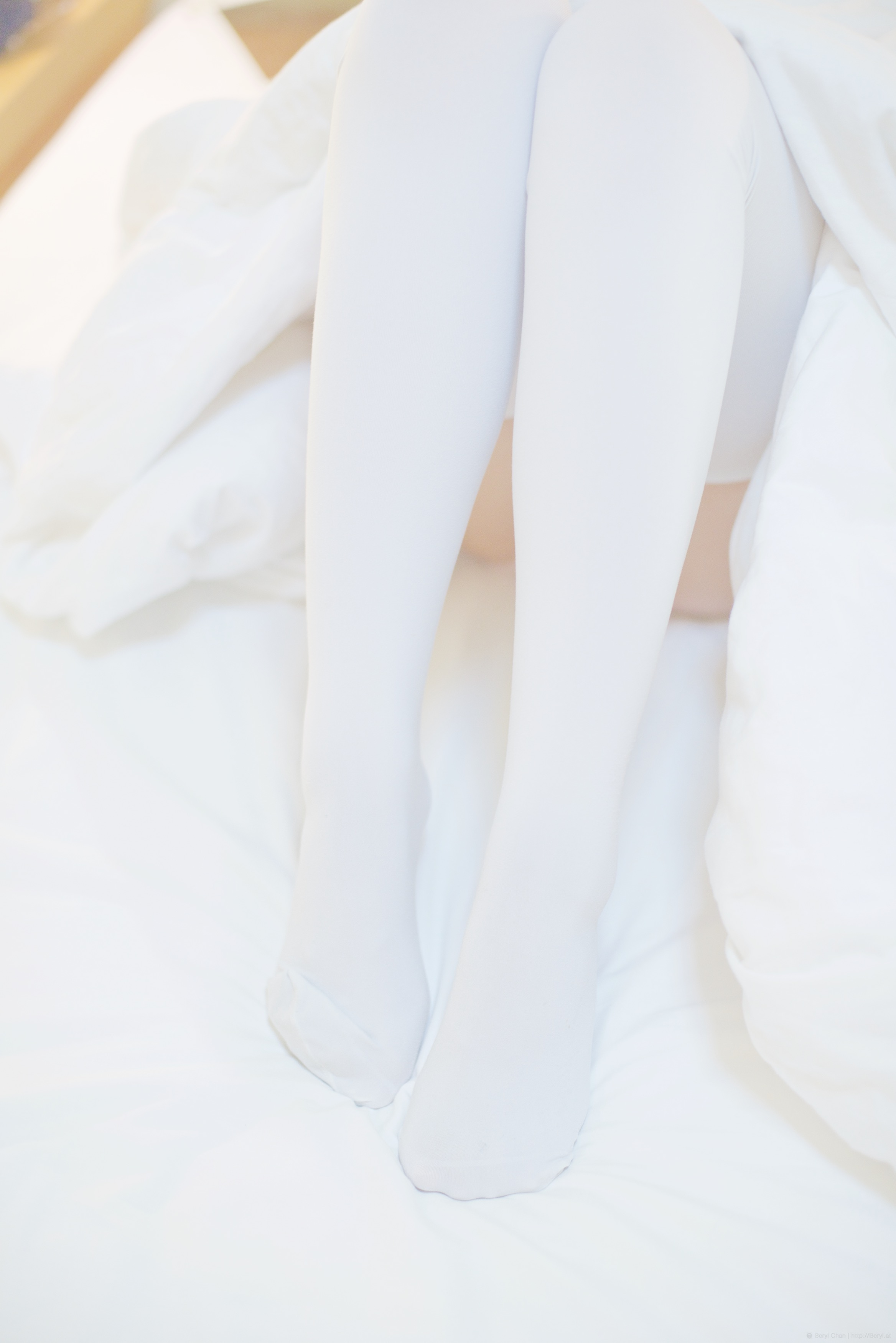
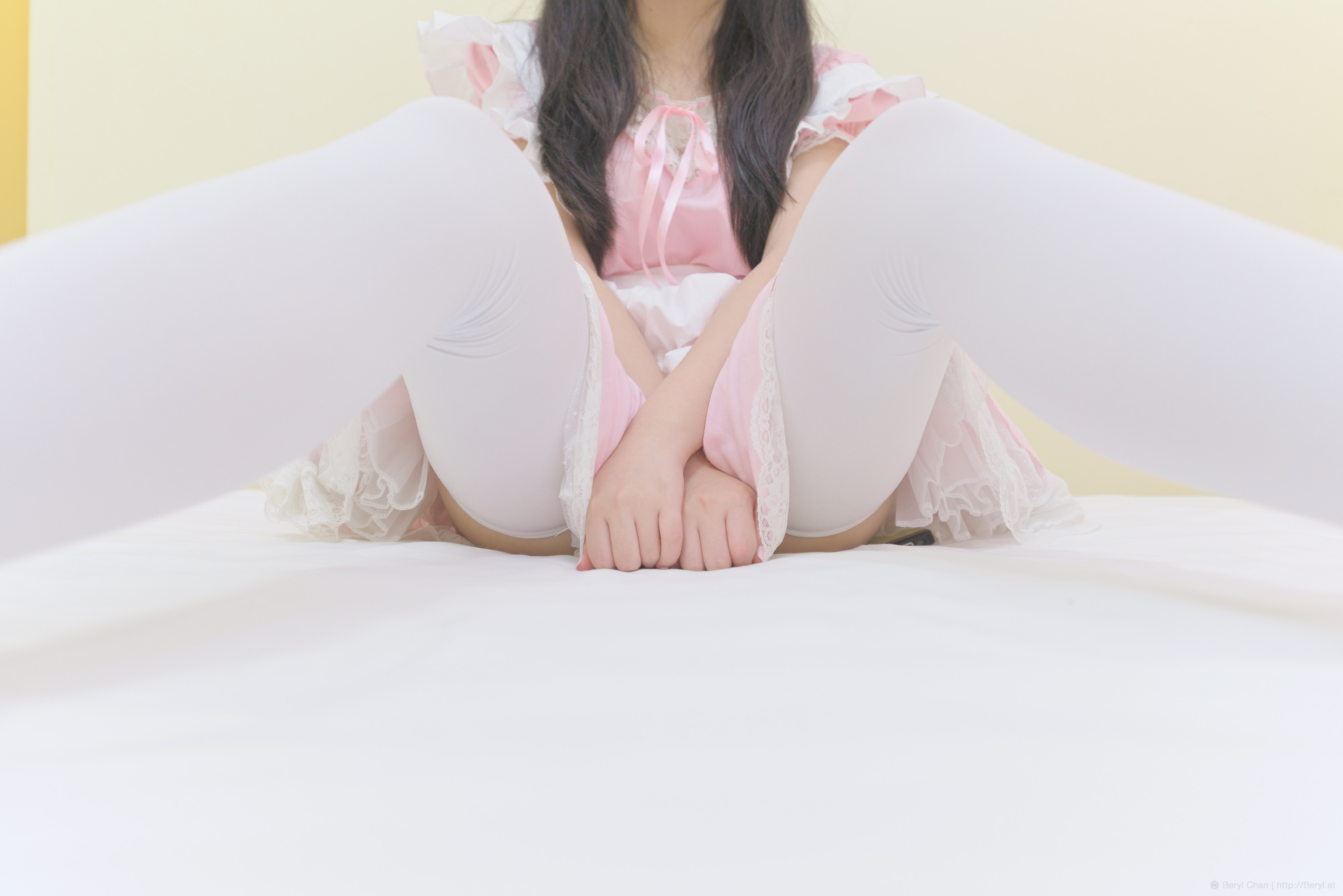
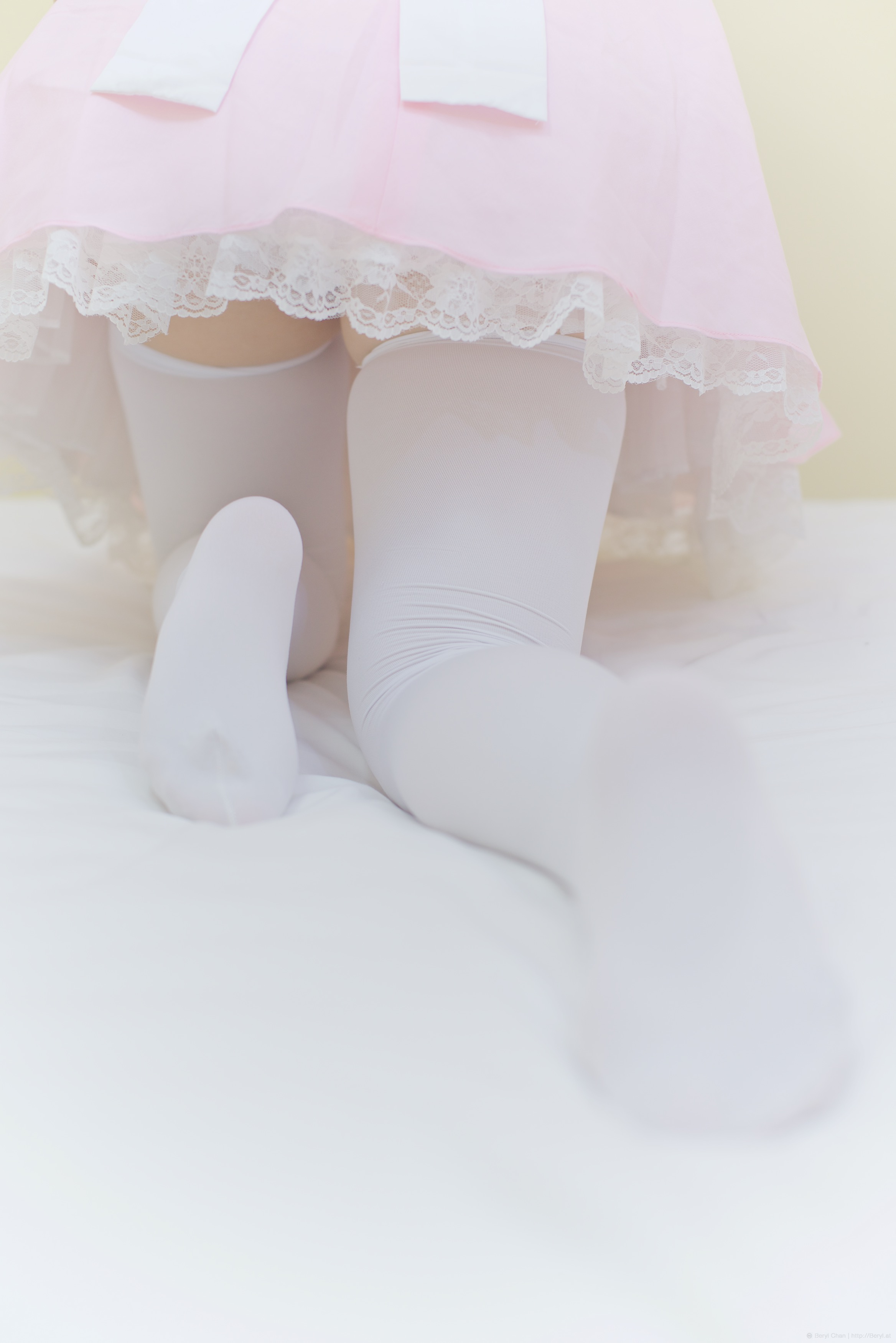
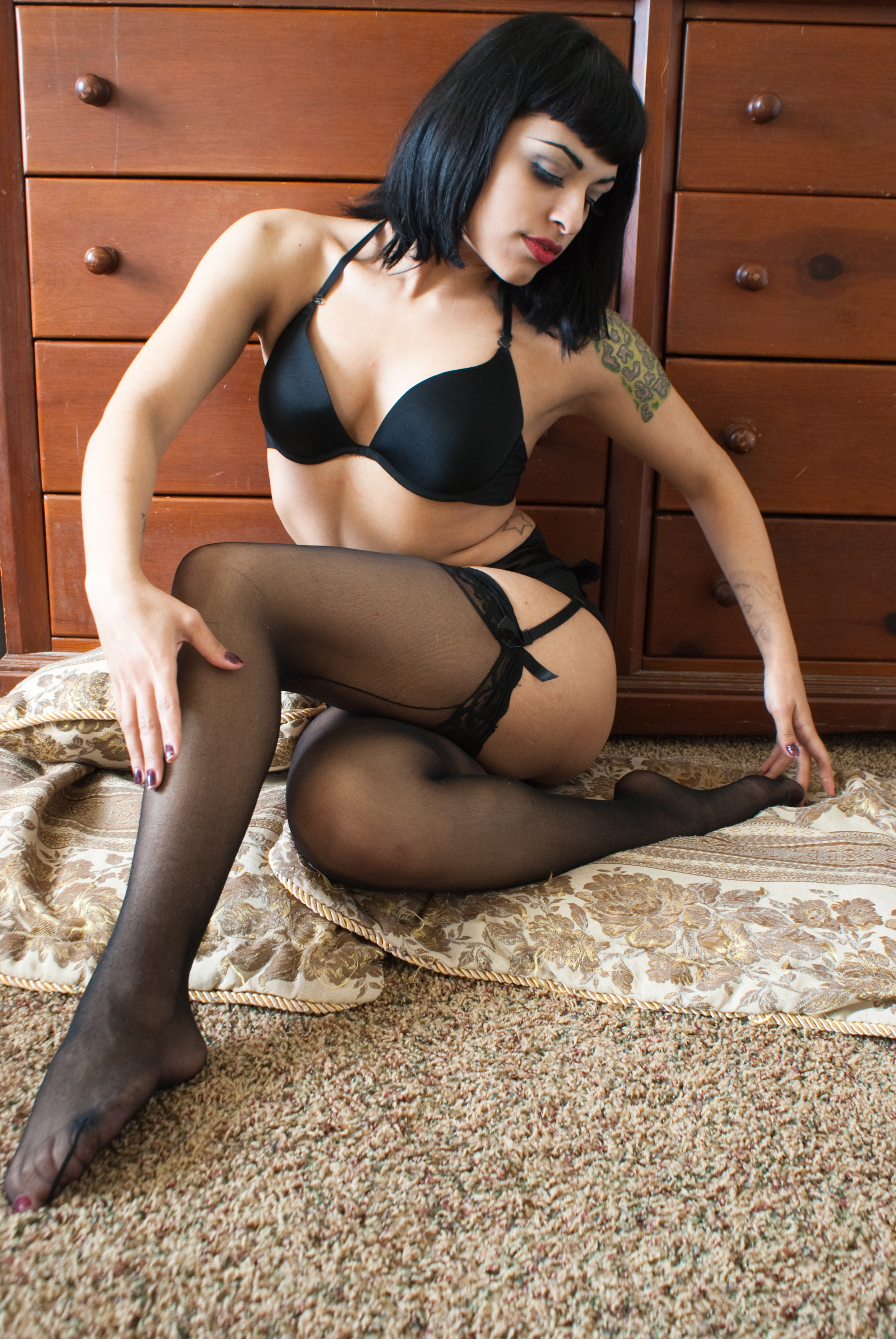
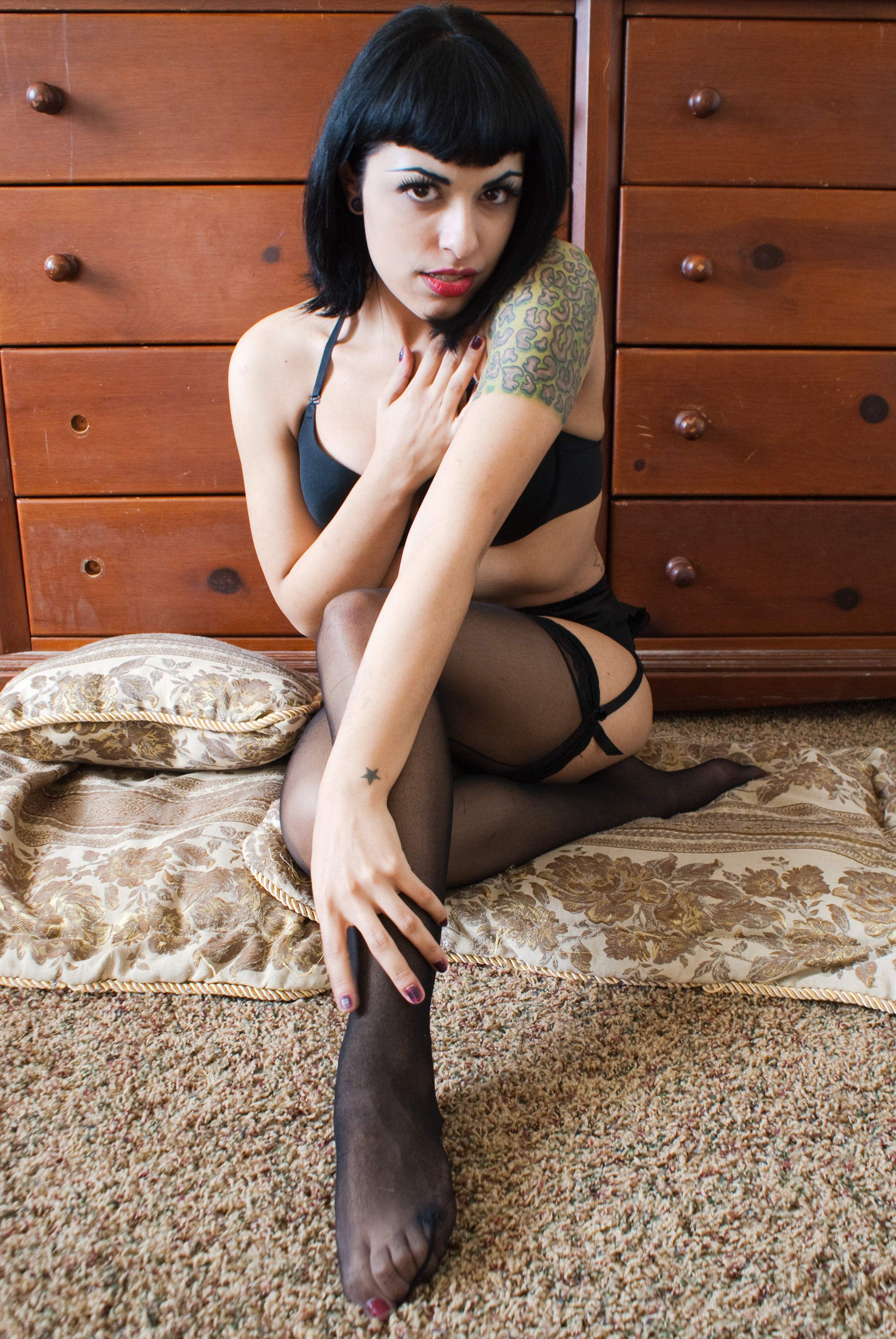
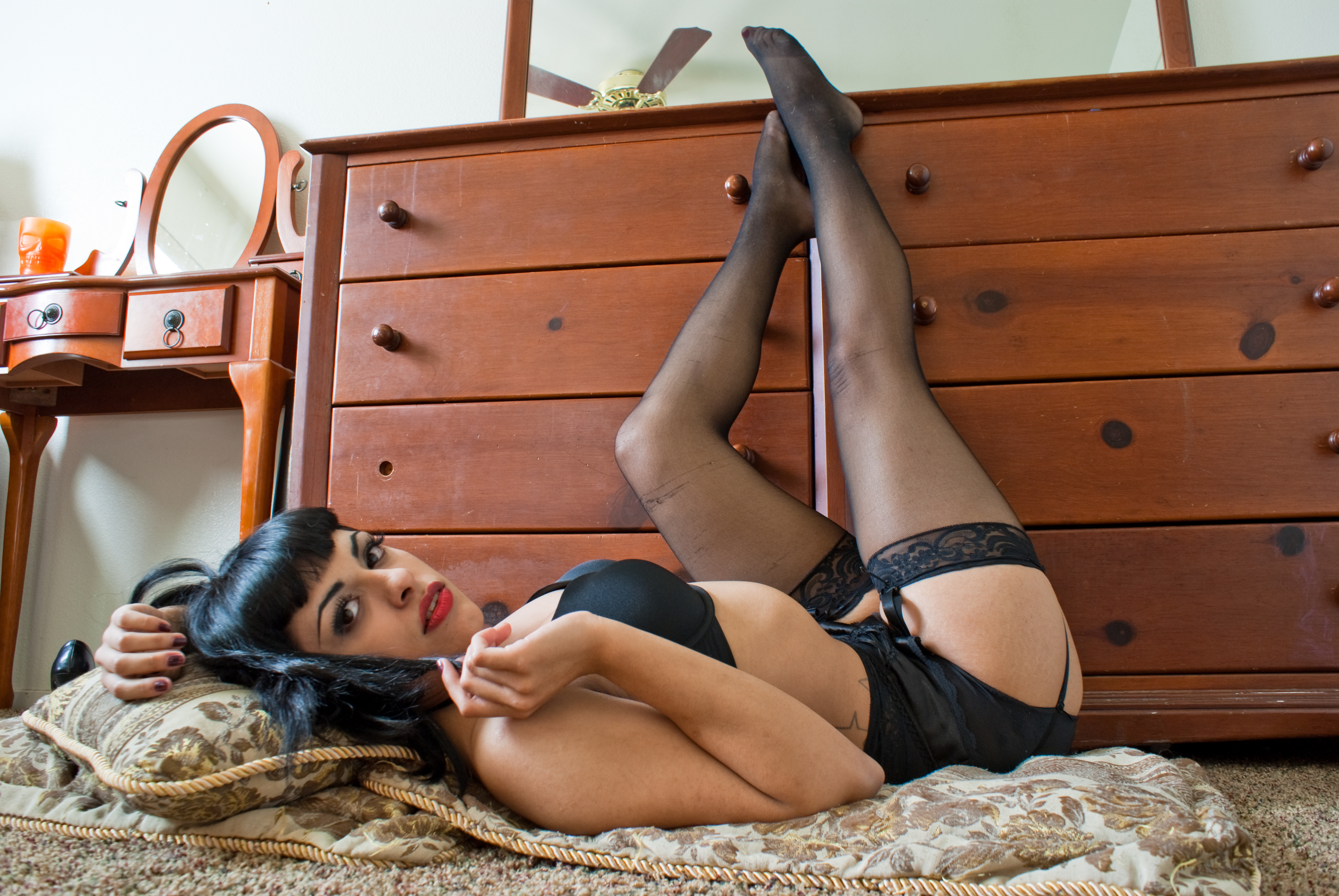
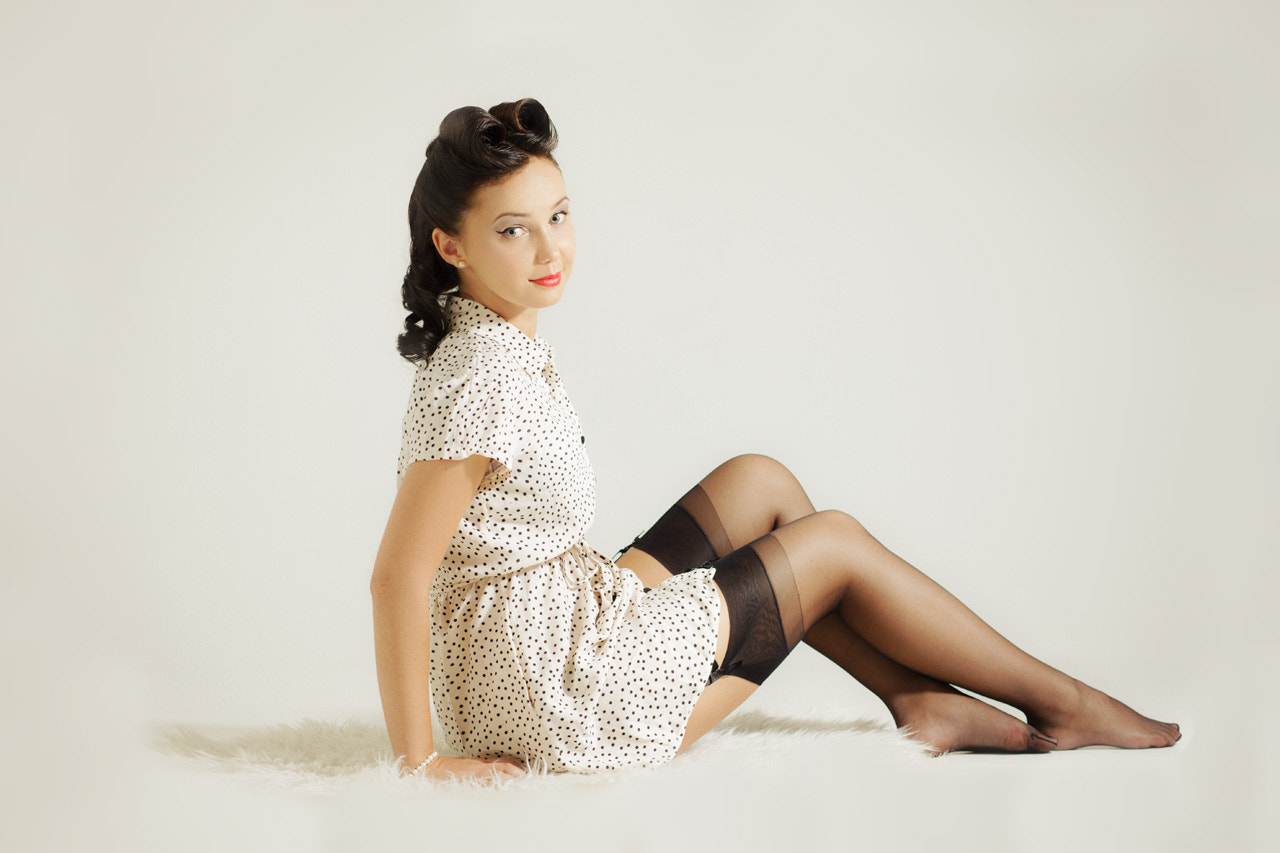
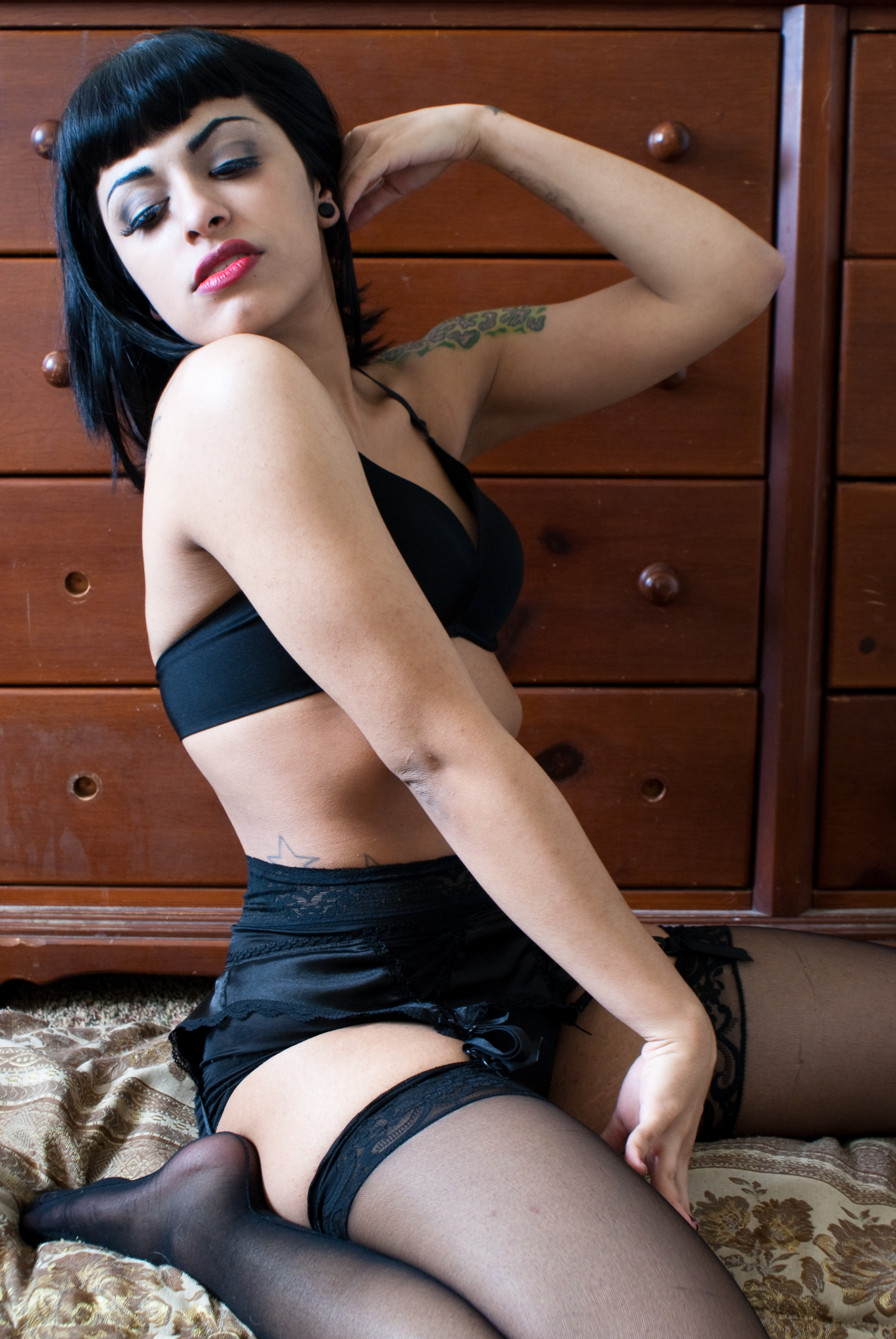